# Muriel Barbery
Pour les articles homonymes, voir Barbery.
Muriel Barbery, née le 28 mai 1969  à Casablanca (Maroc), est une romancière française.

## Biographie
Muriel Barbery naît en 1969 à Casablanca dans une famille de professeurs. Agrégée de philosophie (1993) à l'École normale supérieure (Paris), elle commence sa carrière à l'Université de Bourgogne.
Elle enseigne ensuite à  Saint-Lô. Lauréate d'une résidence à la Villa Kujoyama, elle quitte son poste de professeur de philosophie dans un IUFM pour venir habiter, en 2008 et 2009, à Kyoto, avec son mari Stéphane Barbery.
Souhaitant rester dans l'ombre vis-à-vis des médias et du public, elle vit loin de la pression médiatique. Revenue en Europe, elle a résidé à Amsterdam, puis s'est installée en Touraine. Elle est divorcée de Stéphane Barbery, et remariée.
En août 2020, elle fait l'objet d'un entretien avec Amélie Nothomb par Didier Jacob pour L'Obs.
En 2022, elle fait paraître Une heure de ferveur, roman qui « fait écho à l’intérêt grandissant des théoriciens de l’ambiance pour l’ouverture au sensible et à son pouvoir de questionner l’expérience de la vie quotidienne ».

## Dans la culture populaire
Son roman L'Élégance du hérisson (2006) fait l'objet, deux ans plus tard, d'une adaptation au cinéma : Le Hérisson avec notamment, Josiane Balasko, Garance Le Guillermic et Togo Igawa.

## Publications
- 2000 : Une gourmandise, éditions Gallimard, coll. « Blanche », 2000, 145 p.  (ISBN 2-07-075869-9) ; rééd. 2002, coll. « Folio » (no 3633), 165 p.  (ISBN 2-07-042165-1)
- 2006 : L'Élégance du hérisson, éditions Gallimard, coll. « Blanche », 2006, 359 p.  (ISBN 2-07-078093-7) ; rééd. 2007, coll. « Folio » (no 4939), 413 p.  (ISBN 978-2-07-039165-3)
- 2015 : La Vie des elfes, éditions Gallimard, coll. « Blanche », 2015, 304 p.  (ISBN 2-07-014832-7) ; réed. 2019, coll. Folio (no 6569). 336 p.  (ISBN 978-2-07-271423-8).
- 2019 : Un étrange pays, éditions Gallimard, coll. « Blanche », 2019, 400 p.  (ISBN 9782072831508)
- 2020 : Une rose seule, éditions Actes Sud, 2020, 158 p.  (ISBN 978-2-330-13922-3)
- 2022 : Une heure de ferveur,  éditions Actes Sud, 256 p.  (ISBN 9782330168254)

## Récompenses
- Pour Une gourmandise :
  - 2000 : Prix du Meilleur livre de Littérature gourmande 2000
  - 2001 : Prix Bacchus-BSN
- Pour L'Élégance du hérisson :
  - 2006 : Prix Georges-Brassens[1][pertinence contestée]
  - 2007 : Prix des Libraires[1]
  - 2007 : Prix Culture et Bibliothèques pour tous[1]
  - 2007 : Prix Rotary International
  - 2007 : Prix Vivre Livre des Lecteurs de Val d'Isère[1]
  - 2007 : Prix de l'Armitière (Rouen)
  - 2007 : Prix « Au fil de mars » (Université de Bretagne-Sud)
  - 2007 : Prix littéraire de la Ville de Caen